# Казімежув (Равський повіт)
Казімежув (пол. Kazimierzów) — село в Польщі, у гміні Реґнув Равського повіту Лодзинського воєводства.
Населення — 116 осіб (2011).
У 1975-1998 роках село належало до Скерневицького воєводства.

## Демографія
Демографічна структура станом на 31 березня 2011 року:
|          | Загалом | Допрацездатний вік | Працездатний вік | Постпрацездатний вік |
| -------- | ------- | ------------------ | ---------------- | -------------------- |
| Чоловіки | 56      | 10                 | 35               | 11                   |
| Жінки    | 60      | 7                  | 35               | 18                   |
| Разом    | 116     | 17                 | 70               | 29                   |